# Jamasze Kódzsi
Jamasze Kódzsi (Hokkaidó, 1981. szeptember 22. –) japán válogatott labdarúgó.
A japán U20-as válogatott tagjaként részt vett a 2001-es ifjúsági labdarúgó-világbajnokságon.

## Statisztika
| Japán válogatott | Japán válogatott | Japán válogatott |
| Időszak          | Mérk.            | gól              |
| ---------------- | ---------------- | ---------------- |
| 2006             | 1                | 0                |
| 2007             | 1                | 1                |
| 2008             | 10               | 4                |
| 2009             | 0                | 0                |
| 2010             | 1                | 0                |
| Összesen         | 13               | 5                |